# NK 오파티야
NK 오파티야(크로아티아어: NK Opatija)는 오파티야를 연고로 하는 크로아티아의 축구 클럽으로, 1911년 창단하였다. 크로아티아 2부 리그에 참가하고 있다.

## 선수 명단

### 역대
- 이용혁(2016)
- 정서운(2017)